# Ţalājū
Ţalājū (persiska: طلاجو) är en ort i Iran.   Den ligger i provinsen Mazandaran, i den norra delen av landet, 100 km norr om huvudstaden Teheran. Ţalājū ligger 184 meter över havet och antalet invånare är 620.
Terrängen runt Ţalājū är varierad. Runt Ţalājū är det ganska tätbefolkat, med 80 invånare per kvadratkilometer. Närmaste större samhälle är Chālūs, 5,0 km nordost om Ţalājū. I omgivningarna runt Ţalājū växer i huvudsak blandskog.